# Четыре ханьских округа
Четыре ханьских округа (кит. 漢四郡, кор. 한사군) — четыре административно-территориальных образования, созданные древнекитайской империей Хань на территории бывшего древнекорейского государства Кочосон (современные южная Маньчжурия и северная Корея).
В конце II века до н. э. древнекорейское государство Кочосон было уничтожено китайским государством Хань. На завоёванной территории в 107 году до н. э. китайские власти организовали четыре округа:
- Лэлан (кит. 樂浪郡) / Наннан (кор. 낙랑군)
- Линьтунь (кит. 臨屯郡) / Имдун (кор. 임둔군)
- Сюаньту (кит. 玄菟郡) / Хёндо (кор. 현도군)
- Чжэньфань (кит. 真番郡) / Чинбон (кор. 진번군)

## История
После смерти У-ди в 87 году до н. э. империя Хань прекратила политику внешней экспансии, войска на окраины более не посылались, тамошнее местное население бунтовало и территория, находящаяся под управлением китайской администрации, сокращалась. В результате уже в 82 году до н. э. округа Линьтунь и Чжэньфань были ликвидированы. Образовавшееся примерно в это время древнекорейское государство Когурё начало борьбу за оставшиеся под китайским управлением территории.
Когда в начале I века Ван Ман узурпировал трон в Хань, вся территория страны погрузилась в хаос, и Ван Тяо в округе Лэлан поднял восстание, стремясь отделиться и создать собственное государство, но в 30 году Ван Цзунь подавил восстание, и император Гуанъу-ди назначил его новым управляющим Лэлана. Однако нехватка людей в итоге привела к тому, что империи семь восточных уездов пришлось оставить.
В конце II века губернатор Ляодуна Гунсунь Ду расширил подвластную ему территорию за счёт корейских земель. Его сын Гунсунь Кан, унаследовавший пост отца в 204 году, в условиях распада государства Хань правил как полунезависимый правитель. На свежезавоёванных южных корейских землях им был образован округ Дайфан (кит. 帶方郡, кор. 대방군), а Когурё из-за ударов его войск было вынуждено перенести столицу.
Тем временем в Китае началась эпоха Троецарствия, и Гунсунь Кан признал себя вассалом царства Вэй. Когда правителем Ляодуна, Сюаньту, Лэлана и Дайфана стал сын Гунсунь Кана Гунсунь Юань, то соперник Вэй — царство У — попыталось переманить его на свою сторону. Гунсунь Юань приказал казнить посланников У, и тогда У попыталось договориться об ударе по Гунсунь Юаню с государством Когурё, но Когурё предпочло жить в мире с соседом. Тем не менее вэйский правитель Цао Жуй почувствовал угрозу от растущей власти Гунсунь Юаня, и в 237 году приказал генералу Гуаньцю Цзяню атаковать его. Войско Гуаньцю Цзяня не смогло пройти на Ляодун из-за наводнений, но Гунсунь Юань после этого провозгласил образование независимого государства Янь, и заключил союз с У. В 238 году Сыма И пошёл в поход на сепаратистов, подавил мятеж и уничтожил род Гунсунь.
Войско Сыма И было не чисто китайским, он привёл с собой на Ляодун племена сяньби, которым по окончании кампании было разрешено поселиться на севере Ляодуна; при этом многим из прежних китайских поселенцев было разрешено вернуться с северо-восточных рубежей на территорию собственно Китая. В 239 году Сунь И и Ян Дао из царства У разбили вэйские войска на юге Ляодуна, однако разрешили после этого вэйскому двору эвакуировать береговые поселения в Шаньдун. В итоге, когда во второй половине III века царство Вэй сменила империя Цзинь, в Ляодуне уже было немногим более 5 тысяч китайских дворов.
В конце II — начале III веков империю Цзинь расколола Война восьми князей, во время которой бывшие четыре ханьских округа окончательно прекратили своё существование: западная их часть вошла в состав сяньбийского государства Ранняя Янь, а на территориях Лэлана и Дайфана Чжан Тун поднял мятеж и провозгласил независимость, но его земли были аннексированы корейским государством Когурё.
Регион Сюаньту (кит. трад. 玄菟郡) / Хёндо (кор. 현도군) стал столичным регионом Когурё до переноса столицы в Пхеньян. Регион Линьтунь (кит. трад. 臨屯郡) / Имдун (кор. 임둔군) стал племенным союзом Тонъе.